# UTC+06:30

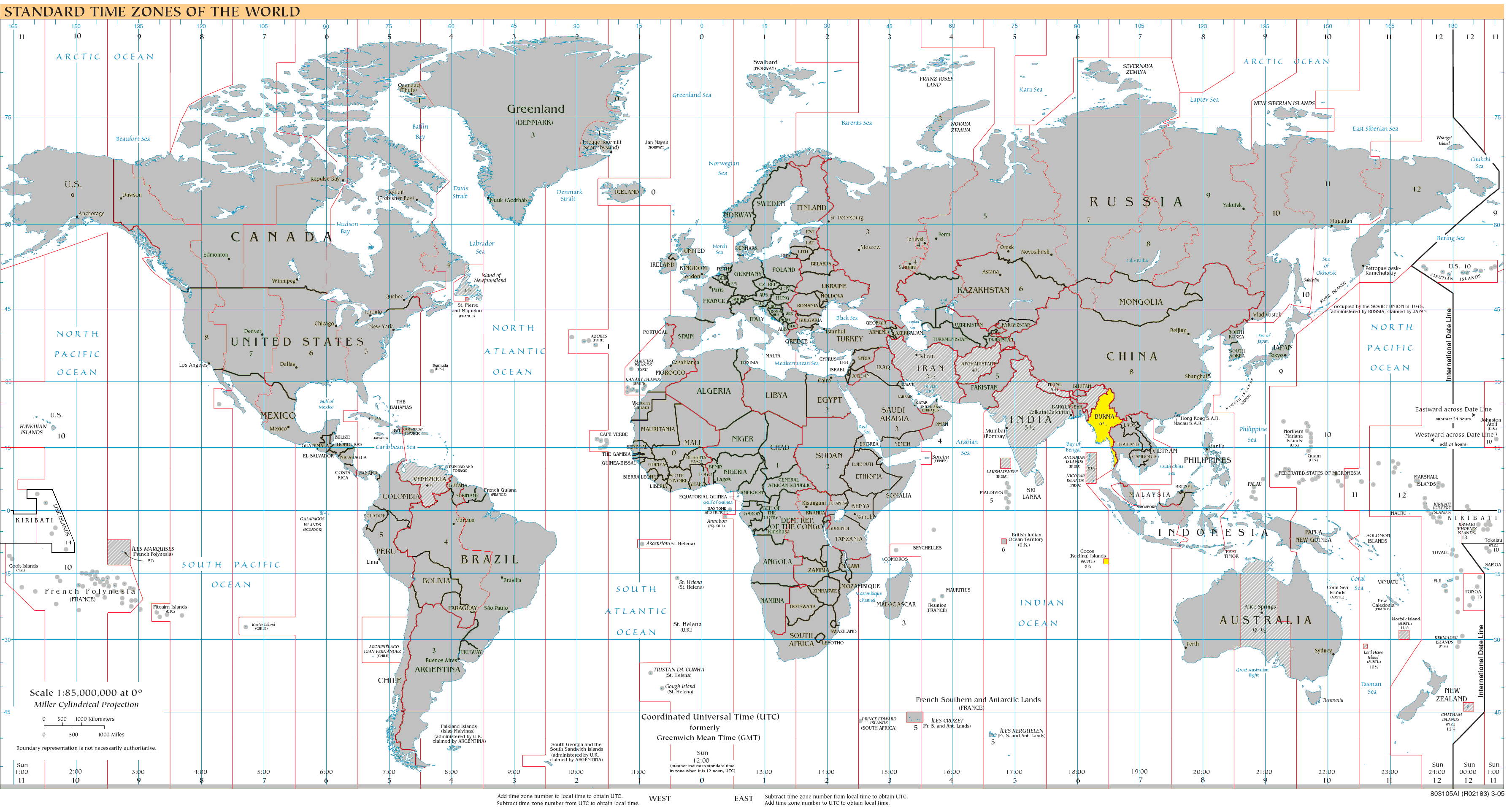
UTC+06:30

UTC+06:30 (F+ – Foxtrot+) – strefa czasowa, odpowiadająca czasowi słonecznemu południka 97°30'E.
W strefie znajduje się m.in. Rangun.

## Strefa całoroczna
Azja:
- Mjanma
- Wyspy Kokosowe